# Arajik Marutjan
Arajik Marutjan (15 agosto 1992) è un pugile armeno naturalizzato tedesco.

## Palmarès

### Mondiali dilettanti
- 1 medaglia:
  - 1 bronzo (Almaty 2013 nei pesi welter)

### Europei dilettanti
- 1 medaglia:
  - 1 argento (Minsk 2013 nei pesi welter)